# Граблива птица
Грабливи птици е несистематично сборно название за семействата:
- Accipitridae -- Ястребови
- Falconidae -- Соколови
- Strigidae -- Совови
- Tytonidae -- Забулени сови

Биват разделяни също на Дневни грабливи птици и Нощни грабливи птици. Дневните грабливи птици, по признаците на морфологично сходство са обединявани понякога в самостоятелен разред Соколоподобни (Falconiformes). Нощните грабливи птици също така са отделяни понякога в самостоятелен разред Совоподобни (Strigiformes). Сходството във външния вид и морфологията са предизвикани от процесите на конвергенция, а не се дължи на общ произход както се е смятало в по-далечното минало.
Част от грабливите птици (предимно дневни, но понякога и нощни) се използват от дълбока древност като ловни птици.
- Снимки на грабливи птици
- Орел рибар току-що е хванал своята плячка
- Два белоглави орела в битка за риба
- Ствол на дърво, използван от грабливи птици за оскубване на плячката им
- Пън, използван за същата цел. Последната жертва е била жаба, което личи по хайвера.